# ディアーパークゴルフクラブ
ディアーパークゴルフクラブ（DEAR PARK GOLF CLUB）は、奈良県奈良市須山町にあるゴルフ場である。

## 概要
「ディアーパークゴルフクラブ」は、若草山、春日山、高円山の奥に位置し、1975年9月9日に原生林に囲まれた大和青垣国定公園の中に開場した。
株式会社竹中土木の設計で施工され、生涯現役を貫いた杉原輝雄監修のもと、1981年以降、改修を重ねて、現在のコースへと至っている。
竹中工務店施工のクラブハウスは、1977年に建築業協会賞を受賞した本瓦ぶきが美しい寄棟造りで、古都に溶け込む重厚なイメージの日本建築である。
平成13年に民事再生手続を申請、2004年に株主会員制クラブでの再出発を経て、2013年4月1日より一般社団法人ディアーパークゴルフクラブとしてスタートした。これまでの、社員（会員）が自らの手で経営するスタイルはそのままで、無駄な労力とコストを排除した、シンプルな経営形態に生まれ変わった。管財人は「スポンサーなしで会員による会社経営・運営を行い、ゴルフ場を順調に推移させたところはココだけと言っても過言ではない」とも話している。
株主会員制にて再出発以来、安定的な経営を続けており、一般社団法人となった現在も順調なクラブ運営を続けている。インターネットのゴルフエントリー会社からのエントリーが不可で、メンバーの紹介もしくは同伴が条件となっているため、メンバーとしてのステータスが高い。

## 所在地
〒630-2178 奈良県奈良市須山町95番地

## コース情報
- 開場日 - 1975年9月9日
- 設計者 - 株式会社竹中土木
- 監修 - 杉原輝雄
- コースタイプ - 丘陵コース
- コース - 18ホールズ、パー72、6,847ヤード、コースレート73.0
- グリーン - 1グリーン、ベント
- ラウンドスタイル - キャディ・セルフ選択可、乗用カート使用、1組4人が原則、状況によりツーサム可、乗用カート(5人乗り)
- 練習場 - 10打席30ヤード　バンカー、アプローチ練習場あり
- 休場日 - 1月1日、1月～2月までの毎週月曜日（祝日を除く）[3]

## 交通アクセス
- 鉄道 - 近鉄奈良線 - 近鉄奈良駅より タクシー利用約25分
- クラブバス - 近鉄奈良駅、JR奈良駅（要予約）より往路2本、復路3本　※月曜日は運休
- 道路 - 第二阪奈道路 - 宝来ICより17Km 約40分、西名阪自動車道 - 天理ICより16km 約35分

## 関連文献
『ゴルフ場ガイド 西版』、2011、「ディアーパークゴルフクラブ」、東京 ゴルフダイジェスト社、2011年9月、2025年3月15日閲覧